# Leades rufina
Leades rufina är en insektsart som beskrevs av Jacobi 1928. Leades rufina ingår i släktet Leades och familjen kilstritar. Inga underarter finns listade i Catalogue of Life.